# Нади (јога)
Нади (санск. नाडी, превод „цев”) је, према традиционалној индијској медицини, појам за енергетске канале кроз које протиче животне енергије, тј. енергија попут прана физичког тела, суптилног тела и каузалног тела. У филозофском оквиру, каже се да се надији спајају у одређеним тачкама појачаног интензитета, тј. чакрама. Три главна надија полазе се од основе кичме па све до врха главе, а чине их Ида на левој страни, Сушумна у средини и Пингала са десне стране. 
Надији су значајни за јогу, јер многе јогијске праксе, укључујући шаткарме, мудре и пранајаме, имају за циљ отварање и деблокирање надија. Крајњи циљ неких јогијских пракси је усмеравање пране у Сушумна нади, омогућавајући тако уздизање кундалини енергије, остварење мокше илити ослобођења. 

## Преглед
Нади је важан концепт у хиндуистичкој филозофији, који се помиње и описује у изворима старим чак 3000 година. Тврди се да број надија у људском телу износи и до стотине хиљада, па и милиона. На пример, Шива Самита трактат о јоги наводи да су од 350 000 надија 14 посебно важни, а међу њима су и управо споменута три најважнија.  Три главна надија су ида, пингала и сушумна. Ида (इडा, превод „удобност“) се налази лево од кичменог стуба, док је пингала (पिङ्गल, превод „наранџаста“, „златна“, „сунчана“) се налази десно од кичменог стуба, симетрично од ида канала. Сушумна (सषमणा, превод „милостив“, „нежан“) пролази дуж кичменог стуба, кроз седам чакри. Кад се канали одблокирају дејством јоге, кундалини енергија се одвија и подиже до сушумне из основе кичме.

## Функције и активности
У теорији јоге, надији носе прану, животну енергију. У физичком телу надији су канали који преносе ваздух, воду, хранљиве материје, крв и друге телесне течности и слични су артеријама, венама, капиларима, бронхиолама, живцима, лимфним каналима и тако даље.

### Ида, Пингала и Сушумна
- Ида је повезана са лунарном енергијом. Реч ида на санскрту значи „удобност”. Ида има лунарну природу и женску енергију са ефектом хлађења.[4] Протиче од левог тестиса до леве носнице и аналогна је реци Ганг.
- Пингала је повезана са соларном енергијом. Реч пингала на санскрту значи „наранџаста”. Пингала има соларну природу и мушку енергију са ефектом загревања. Протиче од десног тестиса до десне носнице и аналогна је реци Јамуна .

Ида и Пингала надиј често се односе на двие хемисфере мозга. Пингала је екстровертирани, соларни нади, и одговара левој хемисфери. Ида је интровертирани, лунарни нади, и односи се на десну хемисферу мозга. Ида нади контролише све менталне процесе, док Пингала нади контролише све виталне процесе. 
- Сушумна прожима цереброспиналну осовину, а у свара јоги повезује се с тим што су обе ноздрве отворене и слободне за пролаз ваздуха. Сушумна повезује коренску чакру са крунском сакром. Значајна је и у јоги и у тантри.

### Одблокирање канала
Сврха јоге је мокша, ослобађање и отуда бесмртност у стању самадија, тј. сједињења, што и представља значење „јоге“ како је описано у Патанђалајајогасастра. Ово ометају блокаде у надисима, који омогућавају виталном ваздуху, прани, да пропада у каналима Ида и Пингала. Откључавање канала је стога витална функција јоге. Различите праксе јоге, укључујући прелиминарна прочишћења или саткарме, јогијске печате или мудре, визуализацију, обуздавање даха или пранајаму, и понављање мантри раде заједно да би присилили прана да се пресели из Иде и Пингале у централни Сушумна канал. Мудре посебно затварају разне отворе, на тај начин заробљавајући прану и усмеравајући је према Сушумни. Ово омогућава кундалинију да се уздиже преко канала Сушумна, што води ка ослобађању.